# CROWCASS

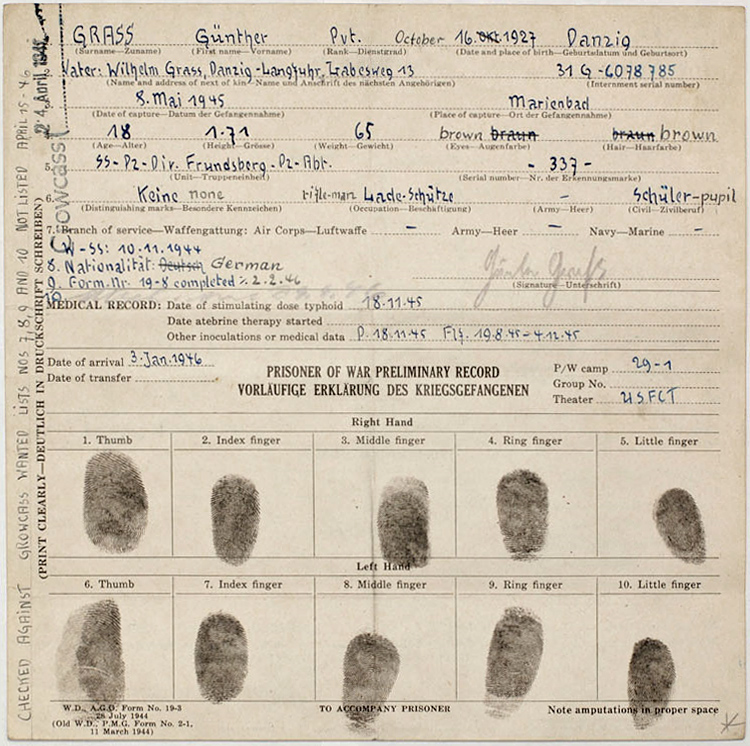
Dossier de prisonnier de guerre de Günter Grass, tamponné du sigle CROWCASS en haut à gauche

Le CROWCASS (Central Registry of War Criminals and Security Suspects, ou Registre central des criminels de guerre et des suspects pour la sécurité) est une base de données créée en 1945 pour recenser les nazis et collaborationnistes soupçonnés d'avoir commis des crimes de guerre pendant la Seconde Guerre mondiale.

## Histoire
L'organisation CROWCASS fut établie à Paris en mars 1945, par le Supreme Headquarters Allied Expeditionary Force (SHAEF), pour assister la Commission des crimes de guerre des Nations unies dans sa tentative de faire juger les crimes de guerre commis par le Troisième Reich. L'idée provenait des Américains, et l'organisation était dirigée par le lieutenant-colonel britannique William Palfrey. 400 femmes françaises y sont affectées pour établir le fichier.
Celui-ci utilisait le système de cartes perforées mis au point par Hollerith, le fondateur de l'ancêtre d'IBM. D'innombrables problèmes de logistique, attribuables à la fois à la conduite de la guerre et à une importance politique faible accordée à ce projet, affectèrent la mise en œuvre de CROWCASS, qui se révéla finalement un échec lourd. Palfrey dut par exemple attendre trois mois avant de pouvoir prendre possession de l'immeuble rue des Mathurins, pourtant inoccupé depuis le 8 novembre 1944. Les câbles électriques pour les machines Hollerith manquaient, de même que le papier, tandis que les pannes étant ensuite fréquentes. Les camps de concentration libérés par les Alliés ne disposaient pas des appareils photographiques nécessaires pour envoyer à CROWCASS les photos d'identité nécessaires.
En mai 1945, CROWCASS publia toutefois la première liste de suspects,, qui comportait le nom de Joseph Mengele (no 240) ainsi que du SS flamand Robert Jan Verbelen. Rendue publique, celle-ci fut considérée comme dépassée, « inexacte et de peu de foi » . Une deuxième liste, qui devait être établie pour juin 1945, ne le fut qu'en septembre 1945, étant déjà à cette date également dépassée. De surcroît, il fallut plusieurs semaines pour qu'elle fût diffusée dans les zones occupées afin de pouvoir être utilisée; lorsque Mengele fut transféré au camp de Helmbrechts (Flossenbürg), à une centaine de km de Nuremberg, il fut libéré au bout d'une semaine – les autorités du camp d'internement ne disposaient même pas de la liste du CROWCASS. L'existence de CROWCASS demeurait confidentielle : au sein même de l'UNWCC, chargé de l'instruction des crimes, le Dr Ecer n'en avait jamais entendu parler  .
Doté de 30 000 dollars par mois, CROWCASS manquait de moyens. En octobre 1945, il ne pouvait traiter que 5 à 7 000 cartes perforées par jour, les besoins étant de 30 000 cartes par jour. Certains, dont le capitaine britannique Yurka Galitzine, tentèrent sans succès de transformer CROWCASS en objectif prioritaire.
Fin 1945, Palfrey fut victime de rivalités internes, et devint la cible d'une campagne de diffamation, aboutissant à sa démission contrainte. Il fut remplacé par le lieutenant-colonel R. F. « Freddie » Luck, qui se plaignit du manque de personnel. Le USFET, successeur en juillet 1945 du SHAEF, considérait le CROWCASS comme trop coûteux.
Le 15 mai 1946, ses bureaux furent transférés à Berlin. Sous la direction de Luck, le CROWCASS n'avait plus que huit hommes : Luck, un directeur administratif à temps partiel, un major, un capitaine, trois chauffeurs et un magasinier  .
En 1947 il publia une liste, de quatre volumes, de suspects de crimes de guerre, divisée en suspects allemands, non-allemands, et avec deux autres listes complémentaires, soupçonnés d'avoir commis des crimes de guerre entre septembre 1939 et mai 1945. La catégorie des « suspects pour la sécurité » avait en effet disparu des listes dressées après 1945.

## Postérité
Le Crowcass est parfois baptisé de « bible des chasseurs de nazis » contenant les noms de 60 000 personnes. Certains des criminels de guerre les plus importants y sont fichés, dont Hitler lui-même, recherché par la Pologne, la Tchécoslovaquie et la Belgique ; Klaus Barbie ; Joseph Mengele ou le Flamand Robert Jan Verbelen.
Le Royaume-Uni rend public ce registre en 2005, alors qu'il aurait dû demeurer classé secret jusqu'en 2023. Il est publié par l'éditeur Naval & Military Press.